# Louis de La Saussaye

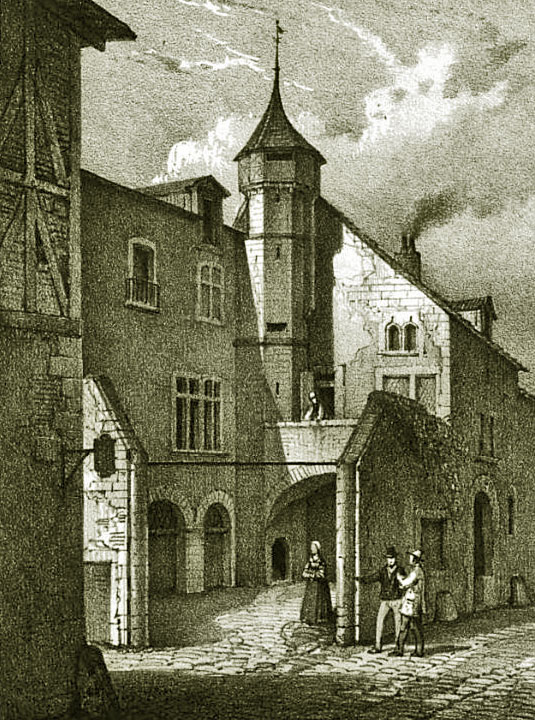
Litografia pubblicata nel 1836, fatta da un disegno di Louis de La Saussaye, intitolato " La tour d’argent ; Ancien hôtel de la Monnoie de Blois"

Louis de La Saussaye (Blois, 6 marzo 1801 – Cheverny, 24 febbraio 1878) è stato un numismatico, storico ed erudito francese.

## Biografia
Jean, François de Paule, Louis Petit de La Saussaye nasce a Blois da un'antica famiglia della regione di Orléan. Dapprima si prefigge una carriera militare e poi diventa esattore di imposte a Blois. Si consacra agli studi storici e agli scavi archeologici nella regione dei castelli della Loira e di Blois, disegnando tutto ciò che vede. Nel 1835 ottiene una medaglia al concorso delle antichità nazionali.
Conseiller général del Loir-et-Cher sotto il Secondo Impero, Louis de la Saussaye è nominato rettore delle accademie di Poitiers e poi di Lyon, rispettivamente il 22 agosto 1854 e nel settembre 1856. Si ritira nel giugno 1873.
Nel 1828 eredita il castello di Troussay e anche quello di Robert de Bugy a Sours , dei quali dirige il restauro tra il 1850 e il 1873, e partecipa anche al restauro del castello di Blois. In entrambi i casi, egli cerca più un'atmosfera che la veridicità storica, anche ci si aspettava di rispettare al massimo l'architettura e lo stile originali dei luoghi. S'intessa ugualmente al castello di Chambord.
Erudito autodidatta, è in corrispondenza con Prosper Mérimée, ispettore generale dei Monumenti storici.
Numismatico, fonda nel 1835 — il primo numero è pubblicato nel 1836 — la Revue de la numismatique française con Étienne Cartier, rivista che diventa più tardi la Revue numismatique e che ha avuto una grande influenza sulla conoscenza della monetazione gallica. Alla sua partenza, la direzione della Revue numismatique française sarà presa da Jean de Witte e A. de Longpérier.
Partecipa all'ampliamento dei fondi locali della biblioteca di Blois, e s'interessa anche delle legende locali.
Muore nel castello di Troussay a Cheverny.

## Riconoscimenti
Louis de la Saussaye partecipa a diverse società scientifiche. È stato:
- membro dell'Académie des inscriptions et belles-lettres, dal 1845 alla sua morte nel 1878,
- membro dell'Académie des sciences, belles-lettres et arts de Lyon,
- membro non residente du Comité des travaux historiques et scientifiques, de 1838 à 1870.

È stato commandeur (commendatore) della Legion d'onore.

## Pubblicazioni
- Histoire de la ville de Blois, 1846
- Histoire du château de Blois, prima edizione a Parigi nel 1840 presso Techener, ristampata più volte all'epoca[18]
- Blois et ses environs, guide artistique et historique dans le Blésois et le nord de la Touraine, 1862
- Les Six premiers siècles littéraires de la ville de Lyon, 1876
- Notice sur le domaine de Chambord, 1834
- Numismatique de la Gaule narbonnaise, 1842, che gli ha permesso di diventare membro dell'Académie des inscriptions et belles-lettres[1]
- Mémoire sur l'organisation de l'instruction publique dans l'Empire romain
- Mémoire sur la voie gallo-romaine d'Orléans à Bourges
- La Vie et les ouvrages de Denis Papin, 1869
- Tableau général de la noblesse des bailliages de Blois et de Romorantin en 1789
- Mémoires sur les antiquités de la Sologne blésoise
- Monnaies des Éduens
- Album blésois. Disegni e acquarelli-1820-1830. Stampati dal Comité départemental du Patrimoine et de l'Archéologie en Loir-et-Cher (Blois, Loir-et-Cher) e dal Groupe de Recherches archéologiques et historiques de Sologne (Lamotte-Beuvron, Loir-et-Cher), 1995.
- Journal historique et archéologique du Blésois et de la Sologne. Introduzione di Bruno Guignard. Saint-Claude-de-Diray (Loir-et-Cher), Éditions Hesse, 2009 (pubblicazione del manoscritto 267 della biblioteca Abbé-Grégoire de Blois, redatto tra il 1827 e il 1834).